# Vasile Vâlcu
Vasile Vâlcu (n. 26 septembrie sau 10 octombrie 1910, Ceamurlia de Jos, județul Tulcea – d. 11 februarie 1999) a fost un comunist și general român de Securitate, care a îndeplinit funcția de șef al Direcției de Informații Externe din România în perioada martie 1954 - 16 decembrie 1955.

## Biografie
Vasile Vâlcu s-a născut la data de 26 septembrie 1910 (sau, cf. altor date pe 10 octombrie), fiind de etnie bulgar. După cum susținea generalul Ion Mihai Pacepa, Vâlcu vorbea limba română cu un puternic accent slav, fiind poreclit „Bulgarul”.
A urmat doar șapte clase elementare (absolvite în anul 1922), apoi a lucrat în meseria de croitor. În anul 1929 a devenit membru al Partidului Comunist din România. După cum declară Pacepa, Vasile Vâlcu „lucrase pentru spionajul sovietic în timpul războiului”.
După preluarea puterii de către comuniști, a urmat doi ani de studii la Academia de Partid «Ștefan Gheorghiu» și a devenit ofițer de Securitate în Regiunea Dobrogea. A condus Departamentul „A” din Direcția Generală a Securității Statului (1952–1954). În această calitate, a coordonat alături de căpitanul de Securitate Nicolae Doicaru reprimarea mișcării de partizani din această regiune. În anul 1953 avea gradul de colonel în cadrul Direcției de Informații Externe a Securității.
În martie 1954, Vasile Vâlcu a fost înaintat la gradul de general-maior și numit în funcția de șef al Direcției I - Informații Externe din cadrul Direcției Generale a Securității Statului. Fost ilegalist comunist de origine bulgară, generalul Vâlcu a continuat să exploateze rețeaua dezvoltată în afara României. La 27 octombrie 1955, el a prezentat un raport de activitate al Direcției I de informații externe în Biroul Politic al PMR, prin care se solicita acordarea unei atenții speciale încercării de penetrare a "emigrației reacționare române", în egală măsură cu pătrunderea în mediile politice și militare occidentale. El nu a apucat să-și vadă realizate proiectele, deoarece a fost eliberat din funcția de șef al DIE la data de 16 decembrie 1955.
Vasile Vâlcu a fost numit apoi ca prim-secretar al Comitetului Regiunii PMR Dobrogea (1955-1967). Ca urmare a sarcinilor primite, a fost promovat în conducerea partidului, fiind ales membru supleant al CC al PCR (1958–1960), membru CC al PCR (1960–1979) și apoi membru CPEx al CC al PCR (1974–1979). Vasile Vâlcu a fost ales permanent ca deputat în Marea Adunare Națională (1948–1989).
În perioada decembrie 1967 - decembrie 1969 a fost președinte al Uniunii Naționale a Cooperativelor Agricole de Producție. În februarie 1971 a fost numit în funcția de prim-secretar al Comitetului Județean de Partid din Constanța. În anul 1974 a fost ales pentru o scurtă perioadă ca vicepreședinte al Consiliului de Stat al R.S. România. În anul 1989 îndeplinea funcția de vicepreședinte al Comisiei Centrale de Revizie a CC al PCR.
A decedat pe data de 11 februarie 1999.

## Distincții
- Ordinul „Steaua Republicii Populare Române” clasa a IV-a (1948)
- Ordinul „Apãrarea Patriei” clasa a III-a (1949)
- Ordinul Muncii clasa I (22 august 1952) „pentru merite deosebite în munca de Partid și de Stat în legătură cu întărirea economică și financiară a țării”[5]
- Medalia „A cincea aniversare a Republicii Populare Române” (24 decembrie 1952) „pentru lupta și munca duse în vederea făuririi, consolidării și prosperării Republicii Populare Române”[6]
- Ordinul „23 August” clasa a II-a (12 august 1959) „pentru îndelungată activitate în mișcarea muncitorească, pentru contribuția activă la răsturnarea dictaturii militaro-fasciste și instaurarea regimului democrat-popular, pentru merite deosebite în opera de construire a socialismului”[7]
- Ordinul „Steaua Republicii Populare Române” clasa I (1960)
- Medalia „40 de ani de la înființarea Partidului Comunist din Romînia” (6 mai 1961) „pentru activitate îndelungată în mișcarea muncitorească și merite în opera de construire a socialismului”[8]
- Ordinul „23 August” clasa I (18 august 1964) „pentru merite deosebite în opera de construire a socialismului, cu prilejul celei de a XX-a aniversări a eliberării patriei”[9]
- Ordinul „Tudor Vladimirescu” clasa I (30 aprilie 1966) „cu prilejul celei de-a 45-a aniversări de la înființarea Partidului Comunist din România, pentru îndelungată activitate în mișcarea muncitorească și merite deosebite în opera de construire a socialismului”[10]
- Medalia „A XXV-a Aniversare a Eliberării Patriei” (4 august 1969) „pentru merite deosebite în lupta împotriva fascismului, în eliberarea țării, în războiul antihitlerist, în instaurarea puterii democrat-populare și construirea socialismului în Republica Socialistă România, cu prilejul celei de-a XXV-a aniversări a eliberării patriei”[11]
- titlul de Erou al Muncii Socialiste și medalia de aur „Secera și ciocanul” (4 mai 1971) „cu prilejul aniversării a 50 de ani de la constituirea Partidului Comunist Român, [...] pentru activitate îndelungată în mișcarea muncitorească și merite deosebite în opera de construire a socialismului în patria noastră”[12]
- Medalia „25 de ani de la proclamarea Republicii” (26 decembrie 1972) „pentru merite deosebite în opera de construire a socialismului, cu prilejul aniversării a 25 de ani de la proclamarea Republicii”[13]
- Ordinul „Victoria Socialismului” (19 august 1974) „pentru contribuția deosebită adusă la înfăptuirea politicii Partidului Comunist Român de făurire a societății socialiste multilateral dezvoltate în patria noastră”[14][15]
- Medalia jubiliară „25 de ani de la încheierea cooperativizării agriculturii în Republica Socialistă România” (15 iunie 1987) „pentru contribuția deosebită adusă la înfăptuirea cooperativizării agriculturii și la realizarea obiectivelor noii revoluții agrare, cu prilejul aniversării a 25 de ani de la încheierea cooperativizării agriculturii în Republica Socialistă România”[16]

## Legături externe
- Vasile Vâlcu, despre amplasarea Petromidiei la mare: „Va aduce bani cât nu o va face litoralul“, 30 octombrie 2013, Sinziana Ionescu, Adevărul